# 維爾紐斯地鐵

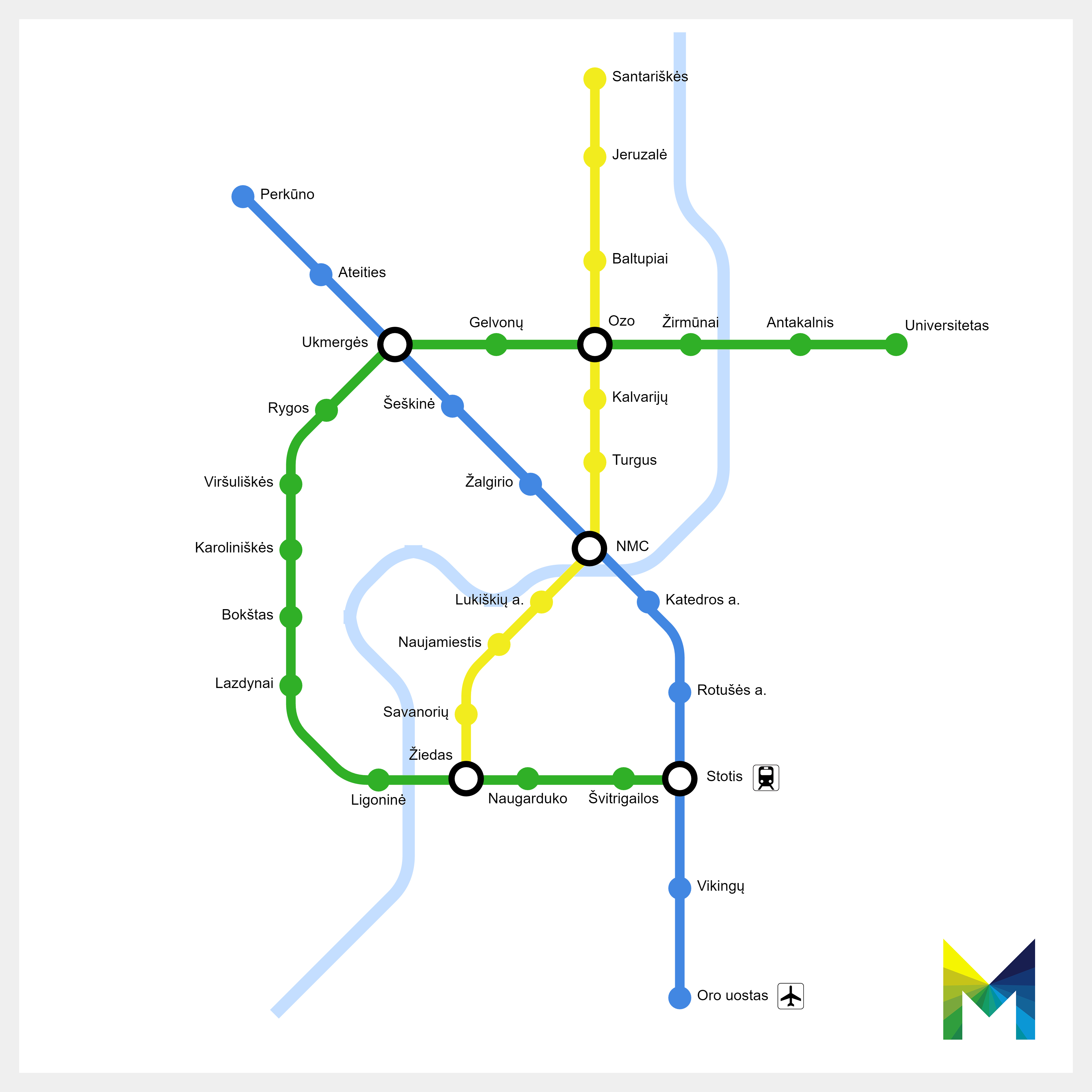
維爾紐斯地鐵路線圖

維爾紐斯地鐵是立陶宛首都維爾紐斯的一個提議的地鐵系統。維爾紐斯地鐵包括三條路線，連接維爾紐斯人口最多和最繁忙的城區，修建目的是減輕交通堵塞。維爾紐斯地鐵計劃在公眾中引發廣泛討論，其高昂的成本和可能破壞舊城區歷史建築均是引發反對的原因。該計劃雖然得到立陶宛政府接受，但被時任立陶宛總統達利婭·格里包斯凱特否決。
2018年立陶宛议会通过了一项新法案，以便允许私人企业在立陶宛境内建设地铁系统，该法案于2020年1月1日起生效，其中条款要求市政府购买出资竞标企业最多50%股份。这被部分当地企业认为是维尔纽斯地铁项目的官方重启。

## 外部連結
- Vilnius Metro project （页面存档备份，存于） – a non-governmental organization that is popularizing the idea of a metro in Vilnius